# Григорий (Остроумов)
Архиепи́скоп Григо́рий (в миру Григорий Евфимьевич Остроумов; 14 [26] октября 1856 — 7 июля 1947, Канны) — епископ Русской православной церкви заграницей и Русской православной церкви, с 1938 года — Каннский и Марсельский, епархиальный епископ южных приходов Франции.

## Биография
Родился в 1856 году, окончил Санкт-Петербургскую духовную академию. В 1885 году был рукоположён во иерея. В 1889 году вместе с великой княгиней Анастасией Михайловной, духовником которой он был, переехал из Шверина на Лазурный берег в город Канны.
В Каннах единственным православным храмом была домовая церковь на вилле Александры Трипе, которая не вмещала всех желающих участвовать в богослужении. В связи с этим в 1893 году отец Григорий обратился к проживавшему в Каннах великому князю Михаилу Михайловичу с просьбой о содействии в строительстве нового, более обширного храма. Просьба была удовлетворена, и 22 ноября (4 декабря) 1894 года построенная за шесть месяцев в Каннах Михаило-Архангельская церковь была освящена. Отец Григорий стал её настоятелем, возведён в протоиереи. Был награждён митрой (1905), орденами св. Владимира IV (1901) и III ст. (1904) (числился протоиереем придворной церкви в Шверине).
Во время Первой мировой войны с 15 июля 1915 года по 30 сентября 1918 года служил священником при вспомогательном госпитале № 203 в Каннах, куда направляли раненых офицеров и солдат русского экспедиционного корпуса (многие из них похоронены на городском кладбище Гран-Жас). В этом же госпитале трудилась медсестрой дочь протоиерея Григория.
Овдовел 11 апреля 1917 года.
В 1927 году за отказ дать подписку о «лояльности» советскому правительству указом митрополита Евлогия освобождён от должности настоятеля Михаило-Архангельского храма (настоятелем был назначен его племянник — священник Алексий Се́лезнев). Указ не признал и в 1928 году вместе с приходом перешёл в юрисдикцию РПЦЗ, где был возведён во протопресвитера.

## Архиерейское служение
В 1936 году принял монашеский постриг и 22 ноября был хиротонисан во епископа Каннского, викария Западно-Европейского округа РПЦЗ. В 1938 году назначен епископом Каннским и Марсельским, епархиальным архиереем южных приходов Франции.
Следом за главой Митрополичьего округа РПЦЗ в Западной Европе Серафимом (Лукьяновым) осенью 1945 года вернулся в юрисдикцию Московского патриархата. 6 ноября 1946 года указом патриарха Алексия возведён в сан архиепископа.
Скончался 7 июля 1947 года, похоронен в крипте Архангельской церкви Канн рядом со своей супругой. Погребение совершил митрополит Серафим (Лукьянов), патриарший экзарх в Западной Европе.
22 февраля 1948 года Михаило-Архангельский приход в Каннах проголосовал за уход из юрисдикции патриарха Московского Алексия и возвращение к митрополиту Анастасию (Грибановскому).